# Futurama - La bestia con un miliardo di schiene
Futurama - La bestia con un miliardo di schiene (Futurama: The Beast with a Billion Backs) è il secondo dei quattro lungometraggi basati sulla serie animata televisiva Futurama. In Italia il DVD del film è stato distribuito a partire dal 28 agosto 2008.

## Trama
Un mese dopo l'apparizione della frattura dimensionale nell'universo in Futurama - Il colpo grosso di Bender senza che sia successo altro, la gente decide di continuare la vita di tutti i giorni. Amy e Kif decidono di sposarsi e Fry inizia una nuova relazione con una ragazza, Colleen; questo irrita Bender, visto che Fry spende più tempo con Colleen che con lui. Fry scopre ben presto che la sua nuova fidanzata ha altri quattro ragazzi che vivono con lei. Cercando di adeguarsi alla situazione e andando a vivere da lei, Fry decide alla fine di mollare Colleen quando questa si accinge ad uscire con il suo sesto fidanzato.
Alla conferenza scientifica, il professor Farnsworth propone di mandare una spedizione per investigare sulla frattura/anomalia, battendo il suo rivale Wernstrom in un gioco chiamato Deathball (una versione gigante di Labyrinth), vincendo il diritto alla spedizione. Quando Bender viene mandato a investigare, non appena sfiora l'anomalia con il suo fondoschiena metallico riceve una potente onda d'urto. Farnsworth e Wernstrom scoprono che solo gli esseri viventi possono attraversare l'anomalia, mentre oggetti elettrici come i robot vengono respinti o distrutti. I due scienziati vorrebbero provare la loro tesi con una seconda spedizione, ma la loro idea viene scartata dal presidente Nixon a favore di un assalto militare guidato dall'incapace Zapp Brannigan.
Intanto, sia Fry che Bender iniziano a sentirsi soli e inutili. Fry, disperato, si nasconde sulla nave spaziale di Zapp per avvicinarsi e attraversare l'anomalia; Bender invece scopre l'esistenza della leggendaria Lega dei Robot, una società segreta di robot che prendono in giro e disprezzano gli umani, guidata dal divo televisivo Calculon. Bender presto diventa un membro molto prestigioso e importante grazie al suo spiccato odio verso la specie umana, anche se Calculon sospetta che al di là delle sue parole Bender provi simpatia verso gli umani.
Mentre Fry entra nell'anomalia, Zapp pianifica di attaccarla ma riesce solo a uccidere accidentalmente il suo sottoposto Kif. Mentre vaga nello spazio dell'altro universo, Fry incontra un colossale essere con un occhio solo e numerosi tentacoli. I tentacoli iniziano così a uscire dall'anomalia e attaccarsi al collo di tutti gli esseri di questo universo, senza che nessuno riesca a fermarli. Fry torna sulla Terra in qualità di portavoce del tentacolo, che si attacca nel collo di tutti gli esseri umani, prendendone il controllo e inducendoli ad amarlo.
Bender intanto, capisce che la Lega dei Robot non fa altro che sparlare degli umani senza però fare azioni concrete contro questi. In ogni caso Bender aiuta Leela e i pochi superstiti a nascondersi dai tentacoli ma viene scoperto da Calculon che lo scredita agli occhi degli altri membri. Bender lo sfida a duello, dove però bara. Calculon decide comunque di lasciare la Lega e dare a Bender il ruolo di leader.
Leela rimane l'ultima umana scappata dal tentacolo e riesce ad esaminarne un frammento, scoprendo che è un organo riproduttivo della creatura (chiamato "genitacolo", una fusione tra le parole "genitali" e "tentacoli"; "genitacles" in inglese da "genitals", "genitali", e "tentacles", "tentacoli"), rivelando a tutti quanti, durante una funzione religiosa, la verità. La creatura, chiamata "Yivo", ammette che all'inizio voleva solo avere un rapporto occasionale con le creature di questo universo, ma che poi si è davvero innamorato di tutti gli esseri che lo abitano. Come segno della sua sincerità, resuscita Kif, che scopre subito con dispiacere che durante la sua assenza Zapp ha raggirato Amy, finendo a letto insieme. Yivo chiede di iniziare un relazione seria con questo universo e rimuove a tutti i tentacoli, tornando nel suo universo.
Yivo esce con tutti gli esseri dell'universo nello stesso tempo, che rimangono piacevolmente colpiti e affascinati. In ogni caso però i leader dell'universo decidono, tramite una delegazione, di rompere con lui/lei, pensando che non faccia davvero sul serio. Prima che possano dirlo però Yivo propone di sposare tutti gli esseri dell'universo, che accettano. Intanto Bender si sente sempre più trascurato dall'amico Fry e fa un patto con Robot Diavolo per organizzare un esercito di robot del Robot Inferno e invadere il mondo per sottomettere gli umani e ridar lustro alla Lega dei Robot. 
Il robot diavolo accetta di mettere al suo comando l'esercito degli inferi a patto che gli consegni il suo primogenito.
Bender glielo consegna senza alcun problema buttandolo con un calcio nell'olio bollente dei robot dannati.
Quando però Bender sferra l'attacco, l'umanità e tutte le altre civiltà stanno ormai lasciando questo universo per andare a vivere da Yivo, sul suo enorme corpo tramite delle scale mobili d'oro. 
Bender scioccato e rattristato per la notizia, dimentica il suo attacco agli umani. Disperato, non volendo rimanere solo, implora l'amico Fry di portarlo con lui.
Fry ammette dispiaciuto che non è possibile, in quanto il varco tra i due universi non permette il passaggio di esseri artificiali ed elettronici. 
Bender si ritrova così solo sulla Terra con la popolazione di robot, che essendo stati costruiti per servire gli umani rimangono senza nulla da fare. Intanto gli umani si trovano benissimo con Yivo, in un luogo simile al Paradiso descritto nel cristianesimo, con la sola imposizione però di non avere più contatti con altri universi. Fry però disobbedisce e scrive una lettera a Bender su un foglio rosa fatto di “elettromateria” e inviarla sulla Terra senza che Yivo lo sappia. Leela inizialmente non crede alle buone intenzioni di Yivo, ma quando nota che tutti sono davvero felici, si innamora anch'ella di Yivo e accetta di rimanere.
Bender riceve la lettera di Fry, che è composta di elettromateria appunto (la stessa sostanza dei tentacoli di Yivo), e decide di riprendersi il suo amico con la forza. Lui e la sua armata arpionano Yivo per trascinarlo nel loro universo dove possono attaccarlo. Fry convince Bender di lasciar stare Yivo, ma Yivo scopre che la spada di Bender è ricoperta dalla elettromateria della lettera di Fry, dato che ha la caratteristica di essere estremamente affilata. Avendo Fry rotto la promessa di non avere contatti con altri universi oltre a quello di Yivo, decide di rompere col nostro universo. Mentre tutti lasciano il corpo e l'universo di Yivo salendo sulla nave di Bender, Yivo trova consolazione in Colleen e i due iniziano una relazione, con grande tristezza di Fry. Mentre tutti tornano a casa l'anomalia scompare per sempre.
Tutti si lamentano che non saranno più felici e innamorati come con Yivo; Fry cerca di proporre a Leela di uscire, ma la ragazza non accetta pensando di essere solo un rimpiazzo di Colleen; la relazione tra Kif e Amy è messa in discussione dalla scappatella di Amy con Zapp, e Kif per la prima volta colpisce con un pugno allo stomaco il suo superiore; Farnsworth e Wernstrom tornano a litigare come in passato su ogni cosa. Bender cerca di far capire loro che quello che provavano per Yivo non era vero amore, in quanto troppo perfetto, infatti a suo dire l'amore per essere definito così deve essere sospettoso, insicuro e avido, infine il robot, l'unico contento, abbraccia Leela e Fry.